# Tōkyō Kōgyō Daigaku

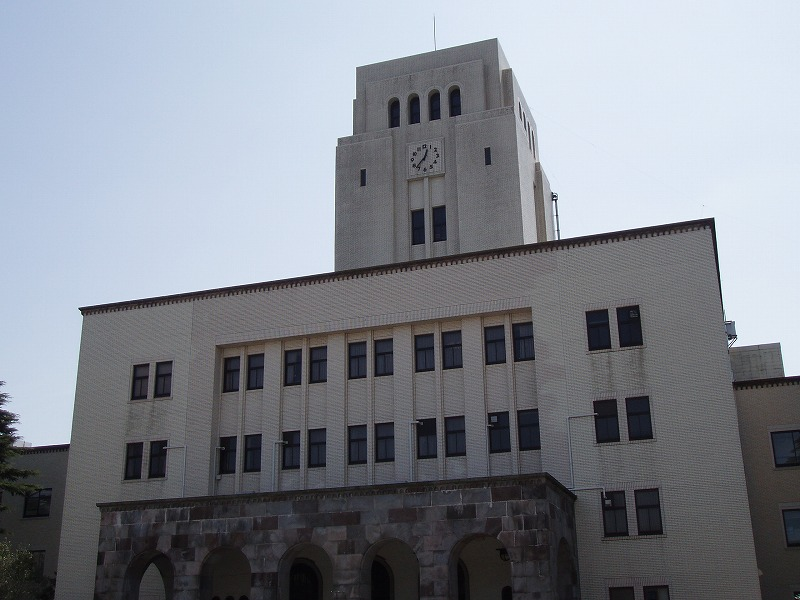
Das Hauptgebäude im Ōokayama-Campus, gebaut 1934

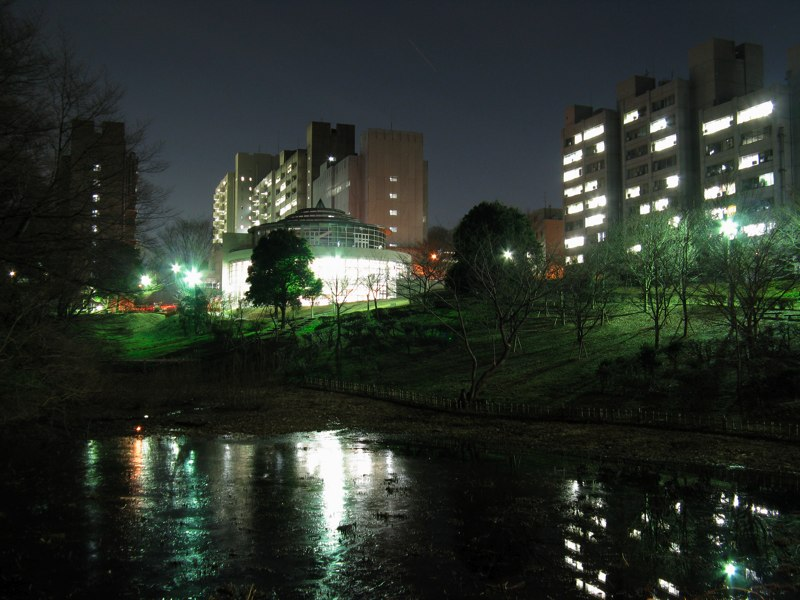
Suzukakedai-Campus

Die Tōkyō Kōgyō Daigaku (jap. 東京工業大学, dt. Technische Hochschule Tokio, engl. Tokyo Institute of Technology, kurz: Tōkōdai (東工大), Tokyo Tech, Titech oder TIT) ist eine staatliche technische Hochschule in Japan. Der Hauptcampus liegt in Ōokayama, Meguro-ku, Tokio.
Es fusionierte am 1. Oktober 2024 mit der Medizinische und Zahnmedizinische Universität Tokio zum Wissenschaftsinstitut Tokio.

## Geschichte
1881 wurde die Gewerbliche Schule Tokio (東京職工学校, Tōkyō shokkō gakkō) gegründet. Diese war, außer der Universität Tokio, die erste staatliche technische Schule in Japan. 1890 wurde sie in Technische Schule Tokio umbenannt, und 1901 entwickelte sie sich zur Höheren Technischen Schule Tokio (東京高等工業学校, Tōkyō kōtō kōgyō gakkō).
1923 zerstörte das Große Kantō-Erdbeben die Schulgebäude, und 1924 zog die Schule vom Gründungsort (35° 41′ 59,8″ N, 139° 47′ 20,8″ O) in den heutigen Ōokayama-Campus um. 1929 wurde sie eine gesetzliche Daigaku (Hochschule) und wurde in Technische Hochschule Tokio umbenannt.
Sie war eine der drei japanischen staatlichen technischen Hochschulen vor dem Pazifikkrieg (Tokio, Osaka und Ryojun). Nur die Technische Hochschule Tokio blieb bis heute bestehen; die Technische Hochschule Osaka wurde 1933 zur Kaiserlichen Universität Osaka zusammengelegt und die Technische Hochschule Ryojun im japanisch besetzten China wurde 1945 geschlossen.

## Fakultäten
- Ōokayama-Campus (in Meguro, Tokio, 35° 36′ 18,1″ N, 139° 41′ 2,3″ OKoordinaten: 35° 36′ 18,1″ N, 139° 41′ 2,3″ O):
  - Fakultät für Naturwissenschaften
  - Fakultät für Ingenieurwissenschaften
- Suzukakedai-Campus (früher: Nagatsuta-Campus, in Midori-ku, Yokohama in der Präfektur Kanagawa, 35° 30′ 50″ N, 139° 28′ 59,6″ O):
  - Fakultät für Biowissenschaften und Biotechnologie

## Absolventen
- Hideki Shirakawa (* 1936), Chemiker, 2000 Nobelpreis für Chemie.
- Ohmae Kenichi (* 1943), Unternehmensberater
- Satoru Iwata (1959–2015), CEO von Nintendo
- Naoto Kan (* 1946), Politiker
- Tetsuo Saitō (* 1952), Politiker
- Shinohara Kazuo (1925–2006), Architekt
- Akitoshi Kawazu (* 1962), Videospielentwickler
- Takaaki Yoshimoto (1924–2012), Philosoph

## Professoren
- Yogoro Kato und Takeshi Takei, haben 1930 die ersten Ferrit-Legierungen synthetisiert und die Firma TDK in Japan gegründet.[4]